# Muzeum Regionalne w Libiążu
Społeczne Muzeum Regionalne im. Olgi Cygankiewicz w Libiążu – muzeum położone w Libiążu. Jego patronką od 1997 roku jest Olga Cygankiewicz – główna propagatorka jego powstania.
Idea powstania muzeum narodziła się po II wojnie światowej w kręgach libiąskiego koła Ligi Kobiet. Osobą najbardziej zaangażowaną w jego organizację była Olga Cygankiewicz - przewodnicząca koła w latach 1987–1997. w zbieranie eksponatów zaangażowane były członkinie organizacji, z czasem włączyło się w nie również Towarzystwo Przyjaciół Libiąża. Ostatecznie placówka została otwarta w 1992 roku. W 1995 roku władze miejskie przekazały na potrzeby muzeum budynek przy ul. Głowackiego 6, gdzie mieści się ono do dziś. 
W skład ekspozycji muzeum wchodzą zbiory:
- historyczne, związane z Libiążem i oraz tutejszym przemysłem (kopalnia „Janina”),
- etnograficzne, ukazujące życie codzienne ludności na przełomie XIX i XX wieku,
- malarstwa nieprofesjonalnego,
- pszczelarstwa (zabytkowe ule),
- związane z osobą patronki muzeum, Ligą Kobiet oraz Towarzystwem Przyjaciół Libiąża.

Zwiedzanie muzeum odbywa się w uzgodnieniu z Libiąskim Ośrodkiem Kultury.